# Hōwa Kōgyō
Hōwa Kōgyō K.K. (jap. 豊和工業株式会社, Hōwa kōgyō Kabushiki kaisha, engl. Howa Machinery, Ltd.) ist ein japanisches Maschinenbauunternehmen. Die Firma ist international bekannt für die Herstellung von Feuerwaffen für den militärischen und privaten Gebrauch.

## Geschichte
Während des Zweiten Weltkrieges produzierte Hōwa Kōgyō für die japanische Rüstungsindustrie. Darunter war neben einfachen Handfeuerwaffen auch die berühmte Arisaka-Serie. Viele der zur damaligen Zeit produzierten Waffen sind heute begehrte Sammlerstücke.
Zu Beginn des Kalten Krieges baute Hōwa Kōgyō für die Japanese Self Defense Forces Kopien der amerikanischen M1 Garand und der M1 Carbine:
- Howa Typ 64
- Howa Typ 89
- Armalite AR-18 (produziert für Armalite)
- Howa Typ 96

Auch in den frühen 1970ern produzierte Hōwa Kōgyō für ArmaLite, darunter die Sturmgewehre AR-18 und AR-180 5.56 mm.
ArmaLite vermarktete die Waffen dann an verschiedene internationale Militärtrupps.
In der Gegenwart stellt Hōwa Kōgyō vor allem Waffen für den zivilen Gebrauch her, z. B. Jagdgewehre (Howa M1500).

## Andere Produkte
Neben den oben genannten Waffen produziert Howa auch Fenster und Türen, industrielle Werkzeuge und Baufahrzeuge.